# Fifteen (pesem)
»Fifteen« je country-pop pesem, ki jo je napisala in izvedla ameriška pevka in tekstopiska Taylor Swift. Je del njenega drugega glasbenega albuma, Fearless, ki je izšel 11. novembra leta 2008. Pesem »Fifteen« je 9. oktobra 2009 izšel kot četrti singl iz albuma. Balado je navdihnilo prvo leto Taylor Swift v srednji šoli ter njena najboljša prijateljica. Besedilo pesmi je opozorilo dekletom iz srednje šole, da naj verjamejo v lasten potencial in naj ne pripisujejo prevelikega pomena fantom. Videospot za pesem »Fifteen« je režiral Roman White, v njem pa sta kot oni dve sami zaigrali Taylor Swift in njena najboljša prijateljica Abigail Anderson, celoten videospot pa je zelo poudarjen s posebnimi efekti.
Pesem je prejela velik kritični uspeh, veliko kritikov pa jo je pohvalil, saj besedilo pesmi učinkovito in premišljeno govori o razmerjih in prilagajanju v srednji šoli. Pesem se je uvrstila med prvih štirideset pesmi na lestvicah v Združenih državah Amerike in Kanadi. Pesem »Fifteen« je mednarodno kot singl izšla 23. novembra leta 2009.

## Ozadje
Pesem »Fifteen« je balada, ki je napisana v ključu G-dur. V pesmi v ozadju večinoma igra akustična kitara. Vokali Taylor Swift se v pesmi raztezajo čez eno oktavo in pol, od G3 do C5. V ozadju v pesmi Taylor Swift poje »la la la«, pesem pa se konča z »Globoko vdihni, ko greš čez vrata« (»Take a deep breath as you walk through the doors«), kar je skrajšana verzija prve kitice. Pesem »Fifteen« je druga pesem na albumu Fearless in osma na ponovni izdaji albuma Fearless: Platinum Edition. S šestimi sekundami in petimi minutami je pesem najdaljša standrdna verzija iz albuma in druga najdaljša pesem iz ponovne izdaje albuma, takoj za pesmijo »Untouchable«.
Besedilo pesmi »Fifteen« je navdihnilo prvo leto Taylor Swift na srednji šoli Hendersonville High School, ko je spoznala svojo najboljšo prijateljico, odšla prvi zmenek in doživela prvi poljub ter podpirala najboljšo prijateljico, ko je imela slednja zlomljeno srce. Taylor Swift je dejala: »Enostavno odločila sem se, da si želim povedati zgodbo o najinem prvem letu na srednji šoli, saj sem takrat bolj odrasla kot v katerem koli drugem letu v mojem življenju.« Medtem ko je pisala besedilo, je začela s kitico »... dala je vse/Morala je za fanta/Ki si je premislil« »(... gave everything/She had to a boy/Who changed his mind«), kar se je pojavljajo čez vso pesem. »Vse ostalo sem napisala s te točke, skoraj vse ravno obratno,« je komentirala Taylor Swift. Taylor Swift je dejala, da je pesem zapeta kot »neke vrste nasvet ostalim petnjastletnicam.« Med snemanjem zelo zasebne pesmi je Taylor Swift jokala.

## Kritike
Pesem »Fifteen« je dobivala v glavnem pozitivne ocene s strani glasbenih kritikov, predvsem zaradi njenega premišljenega besedila in pomena. Jody Rosen iz revije Rolling Stone je napisala: »Taylor Swift je učenka v pisanju besedil z intuicijskim darom za sestavljanje besedila od verzov do refrena.« Napisala je tudi, da je pesem »Fifteen«, kot da bi bila »sestavljena v tovarni uspešnic - s priznanji, ki so zelo intimna in resnična.« Jody Rosen je pisanje besedil Taylor Swift primerjala s talentom »švedskih pop bogov, kot sta Dr. Luke in Max Martin.« James Reed iz revije The Boston Globe je napisal, da so Fearlessove »najzanimivejše pesmi tiste, ki jih je Taylor Swift napisala sama. Za pesem 'Fifteen' lahko skoraj rečemo, da je kot izpisek iz dnevnika, kronika prvega leta na srednji šoli Taylor Swift.« Jonathon Keefe iz revije Slant Magazine je ponavljajoči se verz imenoval za »enkratno, razkrivajočo pesem o izgubi prijateljeve nedolžnosti« in je ugotovil, da je to eden lepših trenutkov v albumu, vendar je po njegovem mnenju neimpresioniran s tem, ko je Taylor Swift zapela »'la la la' za ozadje pesmi 'Fifteen', kar je skoraj žalostno.« Stephen Thomas Erlewine iz Allmusic je dejal, da je pesem »Fifteen« najbolj osebna pesem na albumu Fearless, v kateri se Taylor Swift zdi kot »starejša sestra in ne velika zvezda«, pesem samo pa je označila za najboljšo pesem na albumu. Revija Billboard je pesem označila za »vpogledljivo«, ki bi se lahko »povezala z najstnicami, ki iščejo upanje in z odraslimi ženskami, ki gledajo nazaj.« Jon Caramanica iz revije The New York Times je verjel, da je pesem »Fifteen« »ena izmed najboljših pesmi, kar jih je Taylor Swift kdaj napisala«. Novinarka Leah Greenbelt iz revije Entertainment Weekly je napisala: »Ko poje o seksu, zveni kot prava najstnica in ne nekakšna industrializirana lisičja Lolita.« Josh Love iz revije The Village Voice je pesem »Fifteen« označila za albumov »najboljši singl« in jo označila za osvežujoče nasprotje tipičnim country pesmim. Rob Sheffield, novinar revije Blender je napisal, da je pesem »Fifteen« najbolj odrasla pesem na albumu Fearless. Alexis Petridis iz revije The Guardian je pesem »Fifteen« označil za »fantastično dobro« pesem, ki je razširila »njeno potencialno tržišče od najstniških deklet do vsakogar, ki je včasih bil najstniško dekle.« Petridis nadaljuje: »Aplaudiramo lahko njene spretnosti, medtem ko čutimo nekoliko vznemerljivo misel najstniške strani, podobni Yodi.« Kritik pop glasbe za revijo San Francisco Chronicle, Aidan Vaziri, je pesem označil za eno izmed dvanajstih najboljših pesmi leta 2009, s komentarjem: »K vragu, če ta pesem ni preveč sladka, preveč ranljiva in preveč resnična, da bi jo ignorirali.«

## Dosežki na lestvicah
Po izidu albuma Fearless je pesem »Fifteen« pristala na lestvici U.S. Hot Digital Songs, kjer je nazadnje dosegla petnajsto mesto. Pesem se je uvrstila tudi na devetinsedemdeseto mesto lestvice U.S. Billboard Hot 100 za konec tedna 28. novembra 2008. Pesem »Fifteen« se je ponovno pojavila na lestvici za konec tedna 28. februarja 2009, ko je na lestvici dosegla petinšestdesetem mestu. Pesem »Fifteen« je iz lestvice izpadla v naslednjem tednu in se na njej ni pojavila na lestvici do leta oktobra 2009, ko je izšla kot samostojni singl. Ob koncu tedna 3. oktobra 2009 se je pesem ponovno uvrstila na lestvico Billboard Hot 100 in sicer na štiriindevetdeseto mesto. Od takrat se je uvrstila na dvainšestdeseto mesto ob koncem tednu 7. novembra 2009, kar je premagalo najvišjo uvrstitev na lestvici izpred devetih mesecev. V prihodnjem tednu, ob ponovnem izidu albuma Fearless, se je pesem "Fifteen" uvrstila na šestinštirideseto mesto ob koncu tedna 14. novembra 2009. Skupaj s pesmimi »Jump Then Fall«, »You Belong with Me«, »Untouchable«, »The Other Side of the Door«, »Superstar«, »Come in with the Rain«, in »Forever & Always«, je pesem »Fifteen« Taylor Swift pomagala podreti rekord za največ pesmi katere koli ženske ustvarjalke v zgodovini, ki so se naenkrat uvrstile na lestvico Hot 100. Pesem je dosegla osemintrideseto mesto ob koncu tedna 21. novembra leta 2009 in tako postala tretji singl iz albuma Fearless, ki se je na tej lestvici uvrstil med prvih štirideset pesmi. Tako je Taylor Swift podrla rekord za največ pesmi med prvih štirideset pesmi na tej lestvici iz enega albuma.
Pesem se je pojavila tudi na Billboardovi lestvici Hot Country Songs, kjer je dosegla enainštirideseto mesto ob koncu tedna 12. septembra 2009. Pesem »Fifteen« je 12. decembra dosegla sedmo mesto na lestvici. Na lestvici Canadian Hot 100 je pesem dosegla triinštirideseto mesto, preden je izpadla iz lestvice. Na lestvico se je ponovno uvrstila na triindevetdesetem mestu 24. oktobra 2009.

## Videospot
Videospot za pesem »Fifteen« je režiral Roman White, ki je pred tem režiral že videospot za pesem Taylor Swift, imenovano »You Belong with Me«. Roman White je pozornost na začetku pritegnil s tem, da je izdelal videospot, ki se ne razlikuje od nobenega drugega videospota Taylor Swift, videospot pa je posnel »zunaj srednje šole«. Koncept je razložil CMT-ju:
Imel sem idejo, da bi videospot posneli na kraju, ki vas bo ponovno vrnil v spomine. V teh neveljavnostih in spominih je tudi ona. Zgodba se razvija, ko živi svoje sanje. Ko vstopi skozi vrata in ljudje zbledijo ven, ona pa oddaja neverjeten občutek nedolžnosti.
Videospot vključuje posebne efekte, kot na primer animirane rože, ki so bile dodane digitalno. V videospotu kot oni dve sami igrata Taylor Swift in njena najboljša prijateljica.
Videospot se prične s Taylor Swift, boso in oblečeno v belo obleko, kako se približuje visokim, obokanim vratom, ki simbolizirajo vstop v nov svet. Ogleduje si fotografijo sebe in svoje najboljše prijateljice z lokom, nato pa odide skozi vrata. Na drugi strani oboka se animirane rože in vinska trta razrastejo čez prizor. Ljudje in objekti iz srednje šole Taylor Swift se izbiršejo iz vidika in tako se ustvari montaža scene, ki prikaže Taylor Swift pri petnajstih. Taylor Swift se sprehodi čez spomine in začne igrati na kitaro pod drevesom. Videospot se sprehodi k svoji prijateljici in sede za mizo pred tablo. Taylor Swift sede pred njo in začneta šepetati in se smejati. V naslednji sceni Taylor Swift igra na kitaro, njena najboljša prijateljica pa odide na prvi zmenek; poljubi svojega fanta, vendar ga odrine, ko jo prosi za več. Fant, njegov avto in animirano ozadje, dekle pa samo sedi na kameni klopi. Taylor Swift pristopi do nje, jo tesno objame in nebo se spremeni v temno in nevihtno. V videospotu nato Taylor Swift poje v dežju in objema prijateljico. Nenadoma nevihtni oblaki izginejo in pojavijo se temno sivi dežniki. Taylor Swift se najde v resničnem svetu, med tem ko nosi črno pelerino in stoji v dežju na ulici pred srednjo šolo. Z zaskrbljenim pogledom si ogleduje petnajstletno dekle (upodobila jo je njena sošolka), ki svoji najboljši prijateljici izven šole govori »vdihni, dekle... ko stopiš čez vrata«. Taylor Swift je CMT-ju povedala, da je pesem »nekakšen nasvet ostalim petnajstletnicam.«
Videospot se je prvič predvajal 7. oktobra 2009 na kanalu Country Music Television. Prvič je v prodajo prišel preko spletne strani CMT.com. Videospot se je še istega dne predvajal v devetdeset-minutni oddaji, naslovljeni kot CMT Fifteen Swiftly-Made Videos na CMT-ju.

## Nastopi v živo
Taylor Swift je pesem »Fifteen« izbrala za pesem, ki jo bo izvedla na enainpetdeseti podelitvi Grammy-jev, kjer je zapela duet z Miley Cyrus. Nastop se je začel s kratko objavo za pesmi, ki so nominirane v kategoriji za »pesem leta«. Med akustičnim nastopom je Taylor Swift sedela na barskem stolčku. Taylor Swift je nosila vrečasto belo obleko, oblečeno čez oprijeto črno obleko, med tem pa igrala na kitaro. Pesem »Fifteen« je bila izvedena tudi na turneji Fearless Tour, med 23. aprilom leta 2009 in 2. junijem leta 2010. Med nastopom na turneji, je bila Taylor Swift oblečena v pastelno obleko in kavbojske škornje. Stopila je čez množico in igrala na kitaro. Po nastopu je Taylor Swift nastopila s pesmijo »Tim McGraw«.
13. oktobra 2009 je Taylor Swift zaigrala na kitaro in zapela pesem »Fifteen« v centru Sommet Center in v Nashvilleu, Tennessee za dobrodelni koncert Country Music Hall of Fame and Museum, imenovan »We’re All For The Hall«. Nosila je vijoličasto obleko, zraven nje pa so nastopili še trije drugi pevci. Taylor Swift je nato s pesmijo »Fifteen« dvakrat nastopila v Združenem kraljestvu, prvič na koncertu Later... with Jools Holland maja 2009 in drugič na koncertu The Paul O'Grady Show novembra 2009. Na podelitvi nagrad Country Music Association Awards 2009 11. novembra 2009 je Taylor Swift nastopila s pesmijo »Fifteen«, kar je bil njen drugi nastop tiste noči. Še enkrat je Taylor Swift nastopila z akustično kitaro. Množica, pred katero je nastopila, je vključevala tudi tristo učencev iz srednje šole Hendersonville High School, ki jih je Taylor Swift povabila na koncert in so skupaj z njo odpeli pesem.

## @15
Taylor Swift je solastnica trgovine z drobno elektroniko Best Buy za @15, programa, ki najstnikom omogoča pri prispevanju za dobrodelno organizacijo »@15 Fund«. Taylor Swift je preko trgovine Best Buy za @15 posnela javno objavo. Med objavo, ki je izšla 9. februarja 2009, se pokažejo tudi scene iz srednje šole Taylor Swift in, da bi spodbudili izvirnost in ustvarjalnost, scene z njo med petjem pesmi »Fifteen«. Junija 2009 je @15 postal partner turneje Taylor Swift, Fearless Tour. Javna objava Taylor Swift je bila prikazana v vsakem mestu Severne Amerike, kjer je potekal koncert v sklopu njene turneje. Pri petnajsti postaji je Taylor Swift organizaciji donirala štirideset vstopnic za njen koncert in kitaro, na kateri so podpisani člani najstniških dobrodelnih organizacij, kot so Boys & Girls Clubs of America in Big Brothers Big Sisters.

## Dosežki
| Lestvica (2009–2010)                                | Dosežek |
| --------------------------------------------------- | ------- |
| Australian ARIA Singles Chart                       | 48      |
| U.S. Billboard Hot Country Songs                    | 7       |
| U.S. Billboard Hot 100                              | 23      |
| U.S. Billboard Hot Adult Contemporary Tracks        | 12      |
| Canadian Hot 100                                    | 19      |
| Canadian Radio & Records Country Singles            | 4       |
| Canadian Radio & Records Adult Contemporary Singles | 22      |